# Neozavrelia okadai
Neozavrelia okadai är en tvåvingeart som först beskrevs av Tokunaga 1939.  Neozavrelia okadai ingår i släktet Neozavrelia och familjen fjädermyggor. Inga underarter finns listade i Catalogue of Life.